# Qualitative Studies
Qualitative Studies er et videnskabeligt tidsskrift tilknyttet Aalborg Universitet.
Tidsskriftet begyndte at udgive artikler i 2010.
Redaktører var da Svend Brinkmann og Lene Tanggaard.
Qualitative Studies er digitalt tilgængelig fra platformen tidsskrift.dk.
- Lene Tanggaard
- Svend Brinkmann